# إنترود

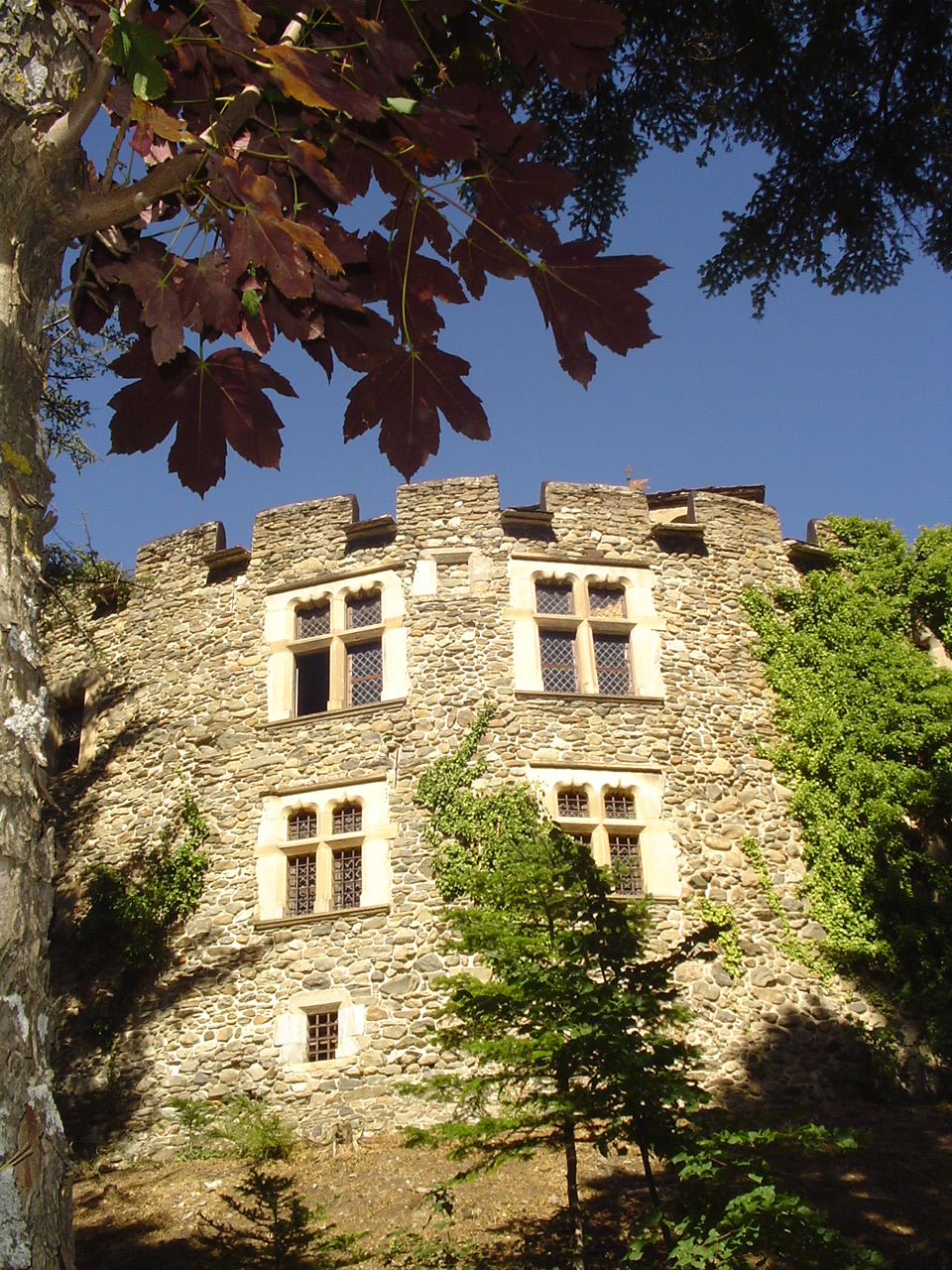
قلعة انترود

إنترود (Valdôtain : Euntroù) هي بلدة وكومونا (بلدية) تقع في منطقة وادي أغشت في شمال غرب إيطاليا.